# DCI-P3

CIE 1931 chromatický diagram (kolorimetrický trojúhelník) předvádí gamut DCI-P3, gamuty dalších barevných prostorů a umístění primárních barev. Uprostřed je bílý bod 6300 K, používaný v DCI-P3 a D65 bílý bod, používaný v Display P3 (barevný prostor vytvořený společností Apple Inc. na základě DCI-P3).

DCI-P3 je barevný prostor, který se používá hlavně v kinematografii a profesionálním videoprůmyslu. Je definován skupinou Digital Cinema Initiatives, LLC (DCI) a publikován společností Society of Motion Picture and Television Engineers (SMPTE) ve snaze standardizovat barevnost digitálních videoprojektorů.

## Historie
Organizace DCI byla založena v roce 2002, jejímiž členy jsou několik velkých filmových společností – Walt Disney Company, Fox Broadcasting Company, Paramount Pictures, Sony Pictures Entertainment, Universal Studios a Warner Bros. Studios. Barevný prostor DCI-P3 byl vyvinut organizací DCI v roce 2007 speciálně pro digitální kinematografii s cílem zajistit vysokou kvalitu obrazu ve všech fázích výroby a demonstrace.
Společnost SMPTE také hrála přímou roli při vytváření tohoto barevného prostoru. SMPTE se zabývá vývojem různých standardů pro zajištění kompatibility hardwaru a softwaru. Společnost specifikovala kolorimetrii (souřadnice primárních barev a bílého bodu v barevném prostoru CIE 1931) barevného prostoru DCI-P3 a zveřejnila jej ve svých standardech SMPTE EG 432-1 a SMPTE RP 431-2.

## Přehled
DCI-P3 má souřadnice barevnosti dané v matematicky definovaném barevném prostoru CIE 1931. Barevný prostor CIE 1931 je založen na spektrální reakci lidského oka na světlo a je trojrozměrným modelem, který definuje barvy pomocí tří souřadnic: x, y a z. Souřadnice x a y představují barevnost, což je odstín a sytost barvy, zatímco souřadnice z představuje jas barvy.
Rozsah barev DCI-P3 je přibližně 45% barevného prostoru CIE 1931. To je více, než může nabídnout většina barevných prostorů, které se v současnosti používají. DCI-P3 tedy pokrývá o 25% více barevného prostoru CIE 1931 než sRGB a poskytuje mnohem širší pokrytí zelené oblasti.
RGB barevné prostory Rec. 709, Adobe RGB, sRGB a DCI-P3 používají stejnou modrou primární barvu, se souřadnicemi barev: x = 0,15, y = 0,06, ale DCI-P3 má jinou zelenou (x = 0,265, y = 0,690) a červenou (x = 0,680, y = 0,320) primární barvy.
Vizuální rozdíl v barevných prostorech lze vidět pomocí speciálního obrázku: na starších zařízeních se sRGB displejem vypadá jako červený čtverec, ale na zařízeních s podporou DCI-P3 je vidět logo WebKitu - renderovacího jádra prohlížeče, který podporuje DCI-P3 a využívá se aplikacemi na MacOS, iOS a Linuxu.

## Použití
Vzhledem k tomu, že DCI-P3 je relativně nový standard, jeho zobrazení vyžaduje zařízení se specifickými hardwarovými a softwarovými možnostmi. Mezi taková zařízení patří:

#### Filmové projektory
Hlavním cílem Digital Cinema Initiatives bylo zavést barevný prostor DCI-P3 do filmových projektorů. Technologie v současné době umožňují vytvářet filmové projektory schopné přehrávat videa a filmy se stoprocentním zobrazením prostoru DCI-P3.

#### Televizory
Některé modely televizorů mohou také podporovat širokou škálu barev pro přehrávání všech barev obsažených v DCI-P3. Toho lze dosáhnout pomocí technologií, jako je Quantum Dot nebo OLED.

#### Monitorya displeje
DCI-P3 se také používá v mnoha monitorech a displejích určených pro práci s grafikou, fotografiemi a videi. Například, monitory Apple MacBook Pro (od roku 2016), iMac (od roku 2015) a některé modely monitorů od výrobců jako Dell, HP a LG podporují barevný prostor DCI-P3. Apple inc. však ve svých zařízeních využívá barevný prostor Display P3 vytvořený na základě barevného prostoru DCI-P3. Display P3 používá bílý bod D65 místo bílého bodu 6300 K použitého v DCI-P3 a gama křivku sRGB.

#### Chytré telefonyatablety
Některé modely chytrých telefonů a tabletů také podporují DCI-P3. Například modely iPhone 7 a vyšší, Samsung Galaxy S10, S20 a S21 a některé modely iPad Pro (od roku 2016).

#### Digitální foto avideokamery
Foto a videokamery mohou také podporovat natáčení v barevném prostoru DCI-P3. V podstatě se DCI-P3 ve videoprůmyslu používá k vytváření digitálního obsahu určeného pro digital cinema.